# Terremoto di Arica del 1868
Il terremoto di Arica del 1868 è stato un megasisma verificatosi il 13 agosto 1868 nei pressi di Arica, allora parte del Perù ed attualmente in Cile, alle 21:30 UTC. Raggiunse la magnitudo 9,0 della scala Richter e provocò uno tsunami nell'Oceano Pacifico che venne registrato anche alle Hawaii, in Giappone, Australia e Nuova Zelanda.
Causato dalla subduzione della placca di Nazca sotto alla placca sudamericana, l'evento causò gravi danni e un numero stimato di circa 25 000 morti.

## Il terremoto e lo tsunami
Furono descritti due eventi separati, che potrebbero riferirsi allo stesso terremoto.
Il terremoto fu avvertito fino a 1400 chilometri di distanza, in Perù e in Bolivia, e pare che la durata della scossa fu compresa tra i 5 e i 10 minuti. Fino al 25 agosto dello stesso anno furono rilevate circa 400 scosse di assestamento.
Anche se lo tsunami fu rilevato a grande distanza, i danni furono maggiori sulla costa meridionale peruviana e a quella settentrionale cilena. La prima ondata, di un'altezza di 12 m, arrivò circa 52 minuti dopo il terremoto, e fu seguita da onde ancor più grandi 73 minuti dopo il sisma, che avevano un'altezza anche di 16 metri.

## Danni e vittime

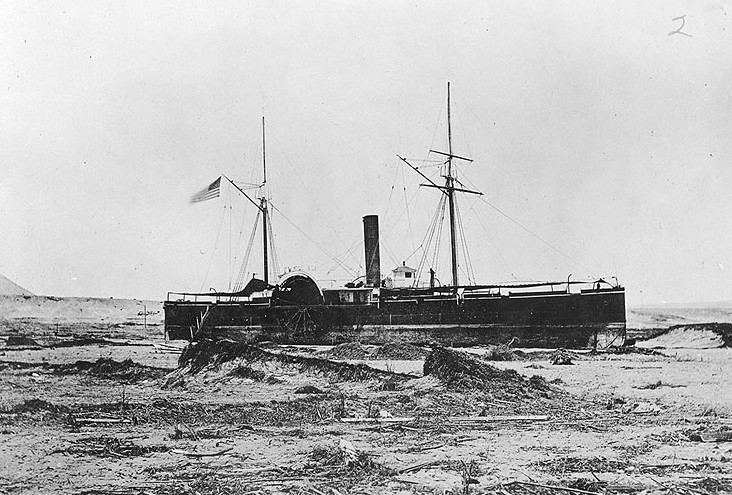
La cannoniera statunitense USS Wateree dopo il terremoto, scagliata 400 m all'interno dallo tsunami.

Il terremoto causò la quasi completa distruzione della parte meridionale del Perù, includendo Arica, Tacna, Moquegua, Mollendo, Ilo, Iquique, Torata e Arequipa, causando circa 25.000 vittime.
Lo tsunami trascinò a quasi 800 metri di distanza nell'interno tre navi ancorate nel porto: la corvetta peruviana America, la cannoniera statunitense Wateree e la mercantile statunitense Fredonia, la quale finì completamente distrutta. La città portuale di Pisco fu rasa al suolo.
Lo tsunami causò danni anche alle Hawaii, spazzando via un ponte lungo il fiume Waiohi. In Nuova Zelanda, si verificò un danno rilevante sulle Isole Chatham e in un villaggio Maori della  Penisola di Banks due case furono distrutte e diverse barche furono danneggiate, inoltre, si registrò un decesso.